# Nikolaus von Bevern
Nikolaus von Bevern (* im 15. Jahrhundert; † 7. März 1484) war Domherr in Münster.

## Leben

### Herkunft und Familie
Nikolaus von Bevern entstammte dem westfälischen Adelsgeschlecht von Bevern, das aus dem Ministerialadel kam und seinen Stammsitz im münsterländischen Ostbevern und Westbevern hatte. Er
war der Sohn des Friedrich von Bevern und dessen Gemahlin Getrud Voet zu Kolvenburg und wuchs zusammen mit seinen Geschwistern Agnes († 1475, ⚭ Hermann Korff gen. Schmising), Johannes und Wennemar, die ebenfalls Domherren zu Münster waren, auf.
Die Familie von Bevern lebte bis 1588, dem Jahr des Aussterbens im Mannesstamme, auf Schloss Bevern.

### Wirken
Am 4. Oktober 1472 findet er erstmals als Domherr zu Münster urkundliche Erwähnung. Er war auch Archidiakon zu Weseke. Über seinen weiteren Lebensweg gibt die Quellenlage keinen Aufschluss. Mit seiner Konkubine Hassen tom Unland hatte er einen Sohn namens Wennemar.